# Bianca garfagnina
La pecora bianca garfagnina è una razza di pecore italiana.

## Storia
Già nel primo Medioevo queste pecore bianche erano molto frequenti sui pascoli dell'Appennino come attestano alcuni dipinti di Giotto. Durante il periodo del secondo dopoguerra sono ben registrati 50.000 capi nelle zone appenniniche delle province Lucca, Massa-Carrara, Modena, Pistoia e Reggio Emilia. Ora, l'allevamento della garfagnina, è una razza autoctona in via di estinzione (e quindi tutelata sia ai sensi della l.r. 50/1997 che della misura 6.3 del PSR): si trova allevata principalmente in provincia di Lucca e nel 2014 sono censiti un totale di 594 soggetti per 21 aziende.